# Rhoptria semiorbiculata
Rhoptria semiorbiculata là một loài bướm đêm trong họ Geometridae.